# Unterseeboot 998
L'Unterseeboot 998 ou U-998 est un sous-marin allemand (U-Boot) de type VIIC/41 utilisé par la Kriegsmarine pendant la Seconde Guerre mondiale.
Le sous-marin est commandé le 14 octobre 1941 à Hambourg (Blohm + Voss), sa quille posée le 5 décembre 1942, il est lancé le 18 août 1943 et mis en service le 7 octobre 1943, sous le commandement de l'Oberleutnant zur See Hans Fiedler.
L'U-998 n'endommage ni ne coule aucun navire au cours de l'unique patrouille (six jours en mer) qu'il effectue.
Il est désarmé à Bergen, en juin 1944.

## Conception
Unterseeboot type VII, l'U-998 avait un déplacement de 769 tonnes en surface et 871 tonnes en plongée. Il avait une longueur hors-tout de 67,10 m, un maître-bau de 6,20 m, une hauteur de 9,60 m et un tirant d'eau de 4,74 m. Le sous-marin était propulsé par deux hélices de 1,23 m, deux moteurs diesel Germaniawerft M6V 40/46 de 6 cylindres en ligne de 1 400 cv à 470 tr/min, produisant un total de 2 060 à 2 350 kW en surface et de deux moteurs électriques Brown, Boveri & Cie GG UB 720/8 de 375 cv à 295 tr/min, produisant un total 550 kW, en plongée. Le sous-marin avait une vitesse en surface de 17,7 nœuds (32,8 km/h) et une vitesse de 7,6 nœuds (14,1 km/h) en plongée. Immergé, il avait un rayon d'action de 80 milles marins (150 km) à 4 nœuds (7,4 km/h; 4,6 milles par heure) et pouvait atteindre une profondeur de 230 m. En surface son rayon d'action était de 8 500 milles nautiques (soit 15 700 km) à 10 nœuds (19 km/h).
L'U-998 était équipé de cinq tubes lance-torpilles de 53,3 cm (quatre montés à l'avant et un à l'arrière) et embarquait quatorze torpilles. Il était équipé d'un canon de 8,8 cm SK C/35 (220 coups), d'un canon antiaérien de 20 mm Flak et d'un canon 37 mm Flak M/42 qui tire à 15 350 mètres avec une cadence théorique de 50 coups par minute. Il pouvait transporter 26 mines TMA ou 39 mines TMB. Son équipage comprenait 4 officiers et 40 à 56 sous-mariniers.

## Historique
Il suit son temps d'entraînement initial à la 5. Unterseebootsflottille jusqu'au 1er juin 1944, puis il rejoint son unité de combat dans cette même flottille.
En mai 1944, l'U-998 est équipé d'un Schnorchel.
Le submersible quitte Kiel pour sa première et unique patrouille le 12 juin 1944. Il rejoint le groupe Mitte positionné au large de la Norvège. Le 16 juin 1944, l'U-998 est attaqué par des roquettes et au canon de 57 mm d'un avion chasseur Mosquito HP864/H du No. 333 Squadron RAF (en) piloté par le Lt E.U. Johansen, au nord des Shetlands (61° 01′ N, 3° 00′ E, à 75 milles nautiques de Bergen). L'U-998 demande de l'aide ; il est attaqué par un autre Mosquito piloté par le Lt L. Humlen, du même Squadron. Il rejoint Bergen avec des morts et des blessés à son bord. À son arrivée, il est tellement endommagé qu'il est retiré du service actif et désarmé le 27 juin 1944.
Utilisé pour ses pièces détachées, sa coque est capturée par les forces alliées le 9 mai 1945. Après la guerre, quelques équipements restants sont récupérés par les Norvégiens.
Il est ensuite démoli.

## Affectations
- 5. Unterseebootsflottille du 7 octobre 1943 au 1er juin 1944 (Période de formation).
- 5. Unterseebootsflottille du 1er juin 1944 au 27 juin 1944 (Unité combattante).

## Commandement
- Kapitänleutnant Hans Fiedler du 7 octobre 1943 au 27 juin 1944.

## Patrouille
|       | Commandant          | Départ       | Départ | Arrivée      | Arrivée | Jours   | Succès |
| ----- | ------------------- | ------------ | ------ | ------------ | ------- | ------- | ------ |
| 1     | Kptlt. Hans Fiedler | 12 juin 1944 | Kiel   | 17 juin 1944 | Bergen  | 6 jours |        |
| Total | Total               | Total        | Total  | Total        | Total   | 6 jours | 0 t    |

Note : Kptlt. = Kapitänleutnant